# إليوت ميرفي
إليوت ميرفي (بالإنجليزية: Elliott Murphy)‏ (16 مارس 1949 في روكفيل سينتر، نيويورك - ) مغن مؤلف، وصحفي، وموسيقي، وروائي، وكاتب من الولايات المتحدة.

## الجوائز
- نيشان الفنون والآداب من رتبة فارس

## روابط خارجية
- إليوت ميرفي على موقع IMDb (الإنجليزية)
- إليوت ميرفي على موقع ميوزك برينز (الإنجليزية)
- إليوت ميرفي على موقع إن إن دي بي (الإنجليزية)
- إليوت ميرفي على موقع أول ميوزيك (الإنجليزية)
- إليوت ميرفي على موقع ديسكوغز (الإنجليزية)